# Pigrizia sociale
Nella psicologia sociale dei gruppi, la pigrizia sociale (in inglese social loafing) è quel fenomeno comportamentale per cui alcune persone, quando lavorano in un gruppo, profondono un impegno minore, per raggiungere un obiettivo, minore rispetto a quando lavorano da sole. Tale fenomeno è considerato una delle principali ragioni per cui i gruppi sono a volte meno produttivi rispetto alla prestazione combinata dei loro membri quando operano come individui, ma dovrebbe essere distinto dagli effetti legati ai problemi accidentali di coordinamento che i gruppi a volte sperimentano.
La pigrizia sociale può essere spiegata dalla teoria del free-rider e dal conseguente "effetto parassita", che è la riduzione dello sforzo di un individuo per evitare di accollarsi anche il lavoro di un altro membro del gruppo. Le ricerche sulla pigrizia sociale cominciarono con gli esperimenti sul tiro alla fune di Ringelmann, che trovò che i membri di un gruppo di tiro alla fune tendevano a esercitare uno sforzo minore di quanto facessero gli individui da soli. In ricerche successive, gli studi che coinvolgono la tecnologia moderna, come i gruppi su Internet e quelli sparsi, hanno mostrato anch'essi sintomi chiari di pigrizia sociale. Molte delle cause della pigrizia sociale derivano dalla sensazione, che un individuo sperimenta, per cui il suo sforzo non sia importante per il gruppo.

## Storia

### Esperimenti sul tiro alla fune

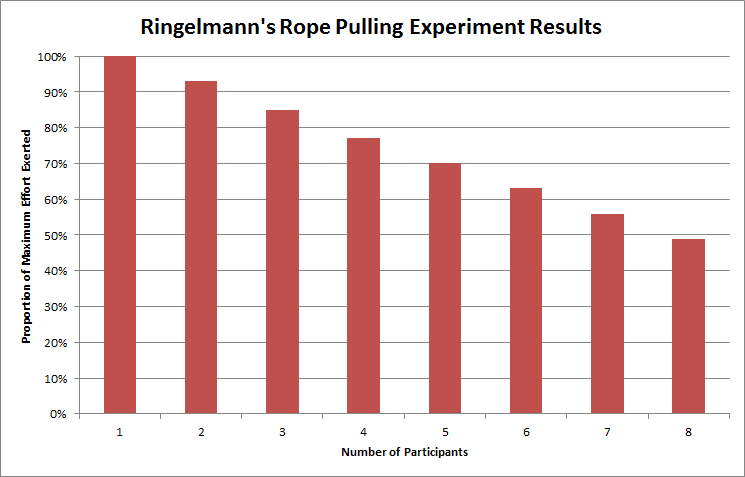
Risultati dell'esperimento di Ringelmann

Le prime ricerche conosciute sull'effetto della pigrizia sociale cominciarono nel 1913 con lo studio di Max Ringelmann. Quando egli chiese a un gruppo di uomini di tirare una fune, trovò che collettivamente non tiravano forte come facevano quando ciascuno stava tirando da solo. Queste ricerche non distinguevano se ciò fosse il risultato del fatto che gli individui in gruppo esercitavano uno sforzo minore o della scarsa coordinazione all'interno del gruppo. Nel 1974, Alan Ingham e i suoi colleghi replicarono l'esperimento di Ringelmann usando due tipi di gruppi: 1) gruppi di varie dimensioni con veri partecipanti (coerenti con l'impostazione di Ringelmann) o 2) pseudo-gruppi con solo un vero partecipante. Negli pseudo-gruppi, gli assistenti dei ricercatori facevano solo finta di tirare la fune. I risultati mostrarono una diminuzione nella prestazione dei partecipanti, con i gruppi dove tutti i partecipanti esercitavano uno sforzo che subivano i cali maggiori. Poiché gli pseudo-gruppi erano isolati dagli effetti di coordinazione (dal momento che gli alleati del partecipante non tiravano fisicamente la fune), Ingham provò che la comunicazione da sola non rendeva conto della diminuzione dello sforzo, e che le perdite motivazionali erano la causa più probabile del calo della prestazione.

### Esperimenti sugli applausi e sulle grida
In contrasto con le prime conclusioni di Ringelmann, Bibb Latané et al. replicarono le precedenti conclusioni della pigrizia sociale mentre dimostrarono che la prestazione diminuita dei gruppi era attribuibile al ridotto sforzo individuale, distinto da un deterioramento dovuto alla scarsa coordinazione. Essi dimostrarono questo bendando gli studenti maschi del college mentre facevano indossare loro auricolari che mascheravano tutto il rumore. Poi chiesero loro di gridare sia nei gruppi effettivi, sia negli pseudogruppi nei quali gridavano da soli ma credevano di stare gridando con gli altri. Quando i soggetti credevano che un'altra persona stesse gridando, gridavano con l'82% dell'intensità di quando facevano da soli, ma con altri cinque il loro sforzo diminuiva al 74%.
Latané et al. conclusero che aumentare il numero di persone in un gruppo diminuiva la pressione sociale relativa su ciascuna persona: "Se i contributi individuali non sono identificabili la persona può lavorare meno duramente. Così se la persona sta dividendo il lavoro da eseguire o l'ammontare della ricompensa che si aspetta di ricevere, lavorerà meno duramente nei gruppi."

### Studio meta-analitico e il modello di sforzo collettivo (Collective Effort Model, CEM)
In una meta-analisi del 1993, Karau e Williams propongono il modello di sforzo collettivo (Collective Effort Model, CEM), che si usa per generare previsioni. Il CEM integra le teorie delle aspettative con le teorie del confronto sociale al livello dei gruppi e dell'identità sociale per dare conto degli studi che esaminano lo sforzo individuale in ambienti collettivi. Da uno stato psicologico, esso propone che l'Aspettativa moltiplicata per la Strumentalità moltiplicata per la Valenza dell'Esito produca la Forza Motivazionale.
Karau et al. conclusero che la pigrizia sociale si verificava perché vi era solitamente una evenienza percepita più fortemente tra lo sforzo individuale e gli esiti stimati quando si lavora individualmente. Quando si lavora collettivamente, altri fattori determinano frequentemente la prestazione, e anche gli esiti stimati sono divisi tra tutti i membri del gruppo. Si presume che tutti gli individui tentino di massimizzare l'utilità attesa delle loro azioni. Il CEM riconosce anche che alcuni esiti stimati non dipendono dalla prestazione. Ad esempio, esercitare un forte sforzo quando si lavora su compiti intrinsecamente rilevanti o con membri della squadra altamente rispettati può avere come risultato l'autocompiacimento o l'approvazione dal gruppo, anche se lo sforzo elevato aveva poco o nessun impatto sui risultati tangibili della prestazione.
Tra le conclusioni notevoli o innovative di Karau e Williams in seguito alla loro implementazione del CEM sono da citare:
- L'ampiezza della pigrizia sociale è ridotta per le donne e per gli individui originari delle culture orientali.
- È più probabile che gli individui ozino quando ci si aspetta che i loro compagni di lavoro abbiano una buona prestazione.
- Gli individui riducono la pigrizia sociale quando lavorano con dei conoscenti e non oziano affatto quando lavorano in gruppi altamente stimati.[1]

### Gruppi sparsi contro gruppi localizzati
Uno studio del 2005 di Laku Chidambaram e Lai Lai Tung basava il loro modello di ricerca sulla teoria dell'impatto sociale di Latané, e ipotizzava che quando la dimensione e la dispersione del gruppo crescono, il gruppo sarebbe influenzato nei seguenti ambiti: i membri contribuirebbero di meno sia in quantità sia in qualità, il prodotto finale del gruppo sarebbe di qualità inferiore e un determinato prodotto del gruppo sarebbe influenzato da fattori sia individuali che contestuali.
Un campione di 240 studenti universitari di economia fu diviso casualmente in quaranta squadre (metà delle squadre erano di 4 persone e metà di 8) che furono assegnate sempre casualmente a un ambiente localizzato o distribuito. I partecipanti dovevano completare un compito che chiedeva loro di agire come il consiglio di amministrazione di un'azienda vinicola con un problema d'immagine. Dovevano trovare e discutere le alternative e alla fine presentare quella prescelta con una base razionale. I gruppi localizzati lavoravano a un tavolo insieme. mentre i gruppi distribuiti svolgevano lo stesso compito su computer separati che consentivano comunicazioni elettroniche in rete. La stessa tecnologia era utilizzata sia dai gruppi localizzati sia da quelli distribuiti.
Chidambaram e Tung trovarono che la dimensione del gruppo importava immensamente nella sua prestazione. Più il gruppo era piccolo, più era probabile che ciascun membro partecipasse, indipendentemente dall'ampiezza (sparso o localizzato). La principale differenza affermata tra gruppi distribuiti e localizzati era la pressione sociale almeno per apparire occupati che è presente nei gruppi localizzati. Quando sono presenti altri, le persone sentono il bisogno di far sembrare che stiano lavorando sodo, mentre quelle che non sono alla presenza di altri no.

## Effetto della cultura
Nel 1989, Christopher P. Earley ipotizzò che la pigrizia sociale sarebbe stata mitigata nelle culture collettiviste che si focalizzavano più sul successo del gruppo che sull'individuo. Egli condusse uno studio negli Stati Uniti e in Cina, due poli opposti in termini di cultura (con gli Stati Uniti che sono individualisti e la Cina che è collettivista), al fine di determinare se tra i due tipi di culture fosse presente una differenza nella pigrizia sociale. Earley formò gruppi di entrambi i paesi simili per la demografia e nel tempo trascorso l'uno con l'altro (i partecipanti in ciascuno dei gruppi si conoscevano da tre-cinque settimane). Ciascun gruppo era incaricato di completare varie forme di lavoro d'ufficio simile a quello che sarebbe stato richiesto di fare ai partecipanti nella loro professione. Il lavoro d'ufficio era progettato in modo da impiegare da due a cinque minuti per ciascuna pratica, e le pratiche quando erano completate erano date a un assistente, così che nessuno potesse giudicare il suo lavoro in confronto agli altri. A ogni partecipante erano dati 60 minuti per completare quante più pratiche possibili ed era separato o nel gruppo ad alta responsabilità, dove gli veniva detto che doveva raggiungere un obiettivo di gruppo, o in un gruppo a bassa responsabilità, dove gli veniva detto che doveva raggiungere un obiettivo da solo. Tutti erano anche separati in gruppi ad alta e bassa responsabilità condivisa. Si trovò che, in coerenza con altri studi, le persone altamente individualiste rendevano più scarsamente sul compito quando c'era un'alta responsabilità condivisa e una bassa responsabilità rispetto a quando vi era un'alta responsabilità. I collettivisti, tuttavia, rendevano un po' meglio sul compito quando era presente un'alta responsabilità condivisa, indipendentemente da quanto fossero tenuti ad essere responsabili in confronto a quando stavano lavorando da soli. Queste evidenze suggeriscono che il pensiero collettivista riduce l'effetto di pigrizia sociale. Ulteriori evidenze di uno studio simile mostravano che l'effetto era legato al pensiero collettivista piuttosto che alla nazionalità, in quanto i lavoratori cinesi individualisti mostravano effettivamente un comportamento da pigrizia sociale.

## Cause

### Diffusione di responsabilità/Potenziale di valutazione
Quando il numero di persone nel gruppo o nella squadra aumenta, le persone tendono a sentire una deindividualizzazione. Questo termine definisce sia la dissociazione dalla realizzazione individuale sia la diminuzione della responsabilità personale, producendo come risultato un minore sforzo esercitato dagli individui in ambienti collaborativi. Questo fenomeno può diminuire così l'efficacia complessiva del gruppo perché è contagioso e difficile da correggere. Una volta identificato dal capo del gruppo o della squadra, è loro responsabilità rivalutare e mettere in moto nuove regole e nuove aspettative per tutti.
Le persone potrebbero semplicemente sentirsi "perse tra la folla", pensando perciò che il loro sforzo non sarebbe ricompensato anche se lo compissero. Questa idea può anche dare alle persone l'impressione che possono semplicemente "nascondersi tra la folla" ed evitare gli effetti avversi del non applicarsi.
Quando l'entusiasmo per l'obiettivo o il compito complessivo è diminuito, il contributo complessivo calerà. Quando si pensa che i propri sforzi complessivi siano ridotti o non importanti, è probabile che si diventerà oziosi sociali.

### Motivazione
La letteratura della psicologia sociale ha trovato che il livello di motivazione che si deve impegnare in un'attività influenza il proprio comportamento in un ambiente di gruppo. Questa conclusione, designata modello di sforzo collettivo da Karau e Williams (1993, 2001), descrive in dettaglio come gli individui che sono motivati abbiano maggiori probabilità di impegnarsi nella facilitazione sociale (cioè, aumentare i propri sforzi quando si è in presenza di altri), mentre coloro che sono meno motivati hanno maggiori probabilità di impegnarsi nella pigrizia sociale. I ricercatori hanno stabilito che due dei fattori che determinano la motivazione di un individuo, e successivamente se l'individuo ricorrerà o meno alla pigrizia sociale contro la facilitazione sociale, sono le aspettative dell'individuo circa il raggiungimento dell'obiettivo e il valore percepito dell'obiettivo stesso.
In tal modo, l'atteggiamento di una persona verso questi due fattori influenzerà il suo livello di motivazione e il successivo comportamento di gruppo. Karau e Williams (1993, 2001) trovarono che la motivazione era più alta quando l'individuo credeva che l'obiettivo fosse facilmente raggiungibile e di grande valore. D'altro canto, la motivazione era più bassa quando l'obiettivo sembrava impossibile e niente affatto di valore.
Sfortunatamente, la presenza di un gruppo può influenzare la propria percezione di questi due fattori in numerosi modi. Ad esempio, lavorare in un gruppo può ridurre la propria aspettativa di raggiungere un obiettivo. Cioè, secondo le qualità dei membri del gruppo, un individuo può trovarsi in un gruppo di grandi realizzatori che lavorano sodo e a cui il successo è garantito, mentre un altro può trovarsi ugualmente in gruppo di persone pigre o distratte, che fanno sembrare il successo irraggiungibile. Perciò, il legame tra i propri sforzi personali e il successo non è diretto, in quanto il nostro successo è influenzato dal lavoro di altri. Similmente, il valore dell'obiettivo può essere contingente per i membri del gruppo. Ad esempio, se si deve condividere la raccolta del successo con tutti gli altri membri del gruppo, allora il valore dell'obiettivo è ridotto in confronto al valore visto da una prospettiva individuale. Quindi, la dinamica del gruppo è una chiave importante nel determinare la motivazione di una persona e la probabilità della pigrizia sociale. I fattori addizionali che si è trovato influenzano la probabilità della pigrizia sociale includono il genere, la formazione culturale e la complessità del compito.

### Inutilità dello sforzo
Quando un membro di un gruppo non ritiene che il suo sforzo sia giustificato nel contesto del gruppo complessivo, l'individuo sarà meno disponibile a rivendicare lo sforzo. Se la dimensione del gruppo è grande, i membri possono ritenere che il loro contributo non varrà molto per la causa complessiva perché possono o dovrebbero verificarsi molti altri contributi. Questo porta le persone a non contribuire molto o per nulla nei grandi gruppi rispetto a quanto potrebbero aver fatto nei gruppi più piccoli.
Un esempio è votare negli Stati Uniti. Anche se la maggior parte delle persone dicono che votare è importante, e per loro una buona pratica da fare, ogni anno una percentuale subottimale di Americani si presenta a votare, specialmente nelle elezioni presidenziali (soltanto il 51% nelle elezioni del 2000). Un voto potrebbe sembrare molto piccolo in un gruppo di milioni, così le persone possono pensare che un voto non valga io tempo e lo sforzo. Se troppe persone la pensano in questo modo, c'è una bassa percentuale di affluenza alle urne. Alcuni paesi possono applicare il voto obbligatorio per ridurre questo effetto.

### Effetto del "fesso"/Avversione
Le persone pensano che altri nel gruppo faranno fare a loro tutto il lavoro mentre loro se ne prenderanno il merito. Poiché le persone non vogliono sentirsi dei "fessi", aspettano di vedere quanto sforzo gli altri metteranno in un gruppo prima di impegnarsi. Se tutti i membri tentano di evitare di fare i fessi, allora lo sforzo di tutti sarà significativamente minore di quanto sarebbe se tutti stessero lavorando sodo come potrebbero.
Ad esempio, in un ambiente di lavoro, l'affermarsi di una cultura dell'assenteismo crea un atteggiamento per cui tutti i dipendenti meritano di avere un certo numero di giorni di assenza, indipendentemente se siano o no effettivamente malati. Perciò, se un dipendente non ha usato il numero massimo di giorni di assenza, "può pensare che sta sopportando una quota iniqua del carico di lavoro".

### Attribuzione ed equità/Uguagliamento dello sforzo
Jackson e Williams (1985) proposero che se qualcuno pensa che altri nel gruppo stiano battendo o batteranno la fiacca, diminuirà il suo sforzo per uguagliare quello degli altri. Questo può certificarsi se è evidente che gli altri stanno battendo la fiacca o se qualcuno semplicemente crede che il gruppo stia battendo la fiacca. Per esempio, nello studio di sopra di Latane et al., se un partecipante avesse sentito gli altri fare meno rumore di quanto previsto, avrebbe potuto diminuire il suo sforzo nel tentativo di uguagliare quello degli altri, piuttosto che mirare all'ottim.

### Fissazione di obiettivi submassimali
Fissando un obiettivo che è basato sulla massimizzazione, le persone possono pensare che vi sia un livello fissato che il gruppo ha bisogno di raggiungere. A causa di questo, pensano di poter lavorare di meno per l'effetto complessivo desiderato.
Per esempio, nello studio sugli applausi e sulle grida di Latane et al., le persone che erano da sole, ma alle quali era stato detto che facevano parte di un gruppo che urlava o applaudiva, potrebbero aver pensato che ci fosse un livello fissato di rumore che gli sperimentatori stessero cercando, e assunto così che potessero lavorare di meno per raggiungere quel livello secondo la dimensione del gruppo.

## Esempi reali

### Incidente dell'abbattimento dei Black Hawk del 1994
Il 14 aprile 1994, due caccia F-15 dell'aeronautica militare statunitense abbatterono accidentalmente due elicotteri Black Hawk dell'esercito statunitense sull'Iraq settentrionale, uccidendo tutti i 26 soldati a bordo. I dettagli dell'incidente sono stati analizzati dal professor Scott Snook di West Point nel suo libro Friendly Fire. Nel suo compendio sulla fallacia della ridondanza sociale, Snook evidenzia la pigrizia sociale come causa concomitante dell'incapacità della squadra dell'aeroplano AWACS di seguire la rotta degli elicotteri e impedire l'abbattimento. Snook asserisce che la responsabilità era "distribuita in modo così inconsistente dalle leggi dell'impatto sociale e dalle relazioni confuse tra le autorità che nessuno si sentì obbligato ad agire".

### Pigrizia sociale e luogo di lavoro
Secondo Hwee Hoon Tan e Min-Li Tan, la pigrizia sociale è un importante settore di interesse al fine di comprendere il lavoro di gruppo. Mentre l'opposto della pigrizia sociale, il "comportamento di cittadinanza organizzativa", può creare significativi aumenti di produttività, entrambi questi comportamenti possono impattare significativamente sulla prestazione delle organizzazioni. La pigrizia sociale è un comportamento che le organizzazioni vogliono eliminare. Comprendere come e perché le persone diventano oziosi sociali è cruciale per l'effettivo funzionamento, competitività ed efficacia di un'organizzazione.
Vi sono certi esempi di pigrizia sociale nel luogo di lavoro che sono discussi da James Larsen nel suo saggio "Loafing on The Job" ("Battere la fiacca sul lavoro"). Ad esempio, gli operai edili che lavorano intensamente in un cantiere mentre alcuni dei loro colleghi se ne stanno sdraiati su muri di pietra o appoggiati alle loro pale senza fare niente. Un altro esempio è un ristorante come McDonald's dove alcuni dipendenti stanno oziando mentre altri sono ansiosi di prendere un ordine. Questi scenari esprimono tutti i problemi che la pigrizia sociale crea in un luogo di lavoro, e le imprese vorrebbero trovare un modo per contrastare queste tendenze.
Larsen menziona i modi in cui un'impresa potrebbe cambiare le sue attività al fine di combattere gli effetti negativi della pigrizia sociale. In primo luogo, la ricerca ha mostrato che se ciascun dipendente ha la sua prestazione misurata individualmente, metterà più sforzo che se non fosse misurato. Un'altra persona interessata all'idea di pigrizia sociale è Kenneth Price, dell'Università del Texas. Price condusse un esperimento di pigrizia sociale al fine di esaminare se due fattori chiave che egli sospettava giocassero un ruolo nel modo in cui la pigrizia sociale sorgeva nei gruppi di lavoro. Questi due fattori erano la superfluità e la correttezza. L'esperimento che condusse coinvolgeva 514 persone che furono divise in 144 squadre, che si era stabilito si incontrassero per 14 settimane. I progetti assegnati a queste persone erano molto complessi e richiedevano diverse abilità di molti individui diversi al fine di essere pienamente completate. Le conclusioni degli esperimenti in effetti corroborarono i sospetti di Price sui due fattori della superfluità e della correttezza.
La superfluità in un gruppo è descritta da Price come i dipendenti che si uniscono a un gruppo di lavoro e cominciano presto a misurare le loro capacità con le persone con le quali sono assegnate a lavorare. Se pensano che le loro capacità siano inferiori a coloro che hanno intorno, le persone tendono a rilassarsi e lasciano che gli altri lavoratori più qualificati si sobbarchino il carico di lavoro. La correttezza in un gruppo è quando alcuni membri del gruppo pensano che la loro voce non sia ascoltata nel processo decisionale a causa della loro etnia, del loro genere o di altri fattori discriminatori. Invece di combattere per far sentire la loro voce molti membri del gruppo in queste circostanze decideranno di battere la fiacca.

### Comunità e gruppi in linea
Le ricerche riguardo alla pigrizia sociale in linea sono attualmente relativamente scarse, ma stanno crescendo.
Uno studio del 2008 su 227 studenti universitari e laureati iscritti a corsi via web del Naval War College (NWC) e di una università pubblica trovò che la pigrizia sociale non solo esiste, ma può anche essere predominante nella classe di apprendimento in linea. Sebbene soltanto il 2% degli studenti del l'NWC e l'8% di quelli dell'università pubblica abbiano autodichiarato la pigrizia sociale, l'8% degli studenti universitari dell'NWC e il 77% di quelli dell'università pubblica indicarono la percezione degli altri tra i fattori che determinano la pigrizia sociale. Ulteriori risultati confermano generalmente le conclusioni degli studi precedenti sulla pigrizia sociale faccia a faccia. I ricercatori concludono che l'ingiustizia nella distribuzione delle ricompense aumenta la pigrizia sociale, e suggeriscono che il predominio autopercepito influenza negativamente la partecipazione individuale alle attività del gruppo.
La pigrizia sociale, sul web nota anche come lurking (letteralmente "appostamento", ma in questo contesto traducibile anche come "sbirciata"), influenza grandemente lo sviluppo e la crescita delle comunità in linea. Il termine pigrizia sociale si riferisce alla tendenza degli individui a spendere uno sforzo minore quando lavorano collettivamente rispetto a quando lavorano individualmente. Questo fenomeno è molto simile alla tendenza delle persone a far parte di un progetto di gruppo, ma a contare fortemente solo su pochi individui per completare il lavoro. Generalmente, gli oziosi sociali seguono regolarmente le discussioni e il contenuto della comunità in linea, ma scelgono di non espandersi sui messaggi o di ampliare la conoscenza della comunità. In aggiunta, la partecipazione alle comunità in linea è di solito volontaria; perciò non c'è nessuna garanzia che i membri della comunità contribuiranno all conoscenza del sito web, del forum di discussione, della bacheca elettronica o di altre forme di impegno in linea.
Si dice che i lurkers (gli "sbirciatori") costituiscono oltre il 90% di vari gruppi in linea.
La ragione principale per cui le persone scelgono di non contribuire alle comunità in linea sorprendentemente non ha a che fare con l'oziosità sociale, ma in realtà i potenziali contributori credono che i loro inserimenti non saranno presi seriamente o non riceveranno il credito che meritano. Quando le persone valutano i rischi coinvolti nel contribuire alle comunità in linea, generalmente evitano la partecipazione a causa dell'incertezza su chi siano gli altri contributori e lettori e della paura che il loro lavoro sia sottovalutato.

#### Effetti sulla partecipazione legati all'età
Sebbene gli studi giustifichino la nozione che le persone spesso non contribuiscono alle comunità in linea, alcune ricerche mostrano che gli adulti più anziani hanno in realtà maggiori probabilità di partecipare alle comunità in linea delle persone più giovani, perché le diverse generazioni tendono a usare Internet in modo diverso. Ad esempio, "è più probabile che gli adulti più anziani cerchino informazioni sulla salute, facciano acquisti e ottengono informazioni religiose, ma è meno probabile che guardino video, scarichi musica, facciano giochi e leggano blog in linea". Questo è forse dovuto in parte al fatto che alcune comunità in linea si rivolgono alle generazioni più anziane. Il contenuto di un sito web spesso determina quale gruppo di età userà o visiterà il sito, e poiché molte forme di comunità in linea appaiono su siti che focalizzano la loro attenzione sugli adulti più anziani, la partecipazione è generalmente più alta. In aggiunta, la facilità e l'accessibilità di far funzionare i siti web che ospitano la comunità in linea possono giocare un ruolo nel selezionare il gruppo di età che ha maggiori probabilità di partecipare. Ad esempio, alcune comunità in linea orientate verso gli adulti più anziani hanno semplificato il progetto dei loro siti al fine di migliorare il loro aspetto e la loro usabilità per gli stessi adulti più anziani.

## Ridurre la pigrizia sociale
Secondo Dan J. Rothwell, occorrono "le tre C della motivazione" per far muovere un gruppo: collaborazione, contenuto e cernita. In tal modo, la risposta alla pigrizia sociale può essere la motivazione. Un ambiente competitivo non necessariamente può rendere motivati i membri di un gruppo.
1. Collaborazione è un modo di rendere tutti coinvolti nel gruppo assegnando a ciascun membro compiti speciali, significativi.[21] È un modo per i membri del gruppo di condividere in modo infallibile la conoscenza e i compiti da adempiere. Ad esempio, se Sally e Paul stessero battendo la fiacca perché non avevano ricevuto compiti specifici, allora dare a Paul l'incarico di prendere appunti e a Sally quello di escogitare le idee li farà sentire essenziali per il gruppo. Sarà meno probabile che Sally e Paul tradiscano le aspettative del gruppo, perché hanno obbligazioni specifiche da completare.
2. Contenuto identifica l'importanza dei compiti specifici dell'individuo all'interno del gruppo. Se i membri del gruppo vedono il loro ruolo coinvolto nel completamento di un compito prezioso, allora è più probabile che lo adempiano. Ad esempio, Sally potrebbe gradire il compito di escogitare le idee, perché sa che porterà molto al gruppo se adempie questa obbligazione. Ella pensa che la sua obbligazione sarà apprezzata dal gruppo.
3. Cernita dà ai membri del gruppo la possibilità di selezionare il compito che vogliono eseguire. Assegnare ruoli in un gruppo causa lamentele e frustrazione. Permettere ai membri del gruppo la libertà di scegliere il loro ruolo rende la pigrizia sociale meno significativa, e incoraggia i membri a lavorare insieme come una squadra.

Thompson sottolinea che la capacità e la motivazione sono essenziali, ma insufficienti per l'efficace funzionamento della squadra. Una squadra deve anche coordinare le abilità, gli sforzi e le azioni dei suoi membri al fine di raggiungere efficacemente il suo obiettivo. Le raccomandazioni di Thompson possono essere distinte in strategie di motivazione e strategie di coordinazione:
| Strategie di motivazione | Strategie di coordinazione |
| --- | --- |
| - Aumentare l'identificabilità - Promuovere il coinvolgimento - Ricompensare i membri della squadra per la prestazione - Rafforzare la coesione della squadra - Aumentare la responsabilità personale - Usare i contratti della squadra - Fornire revisioni e ritorni sulle prestazioni della squadra | - Usare squadre con meno di dieci membri - Avere un'agenda - Formare insieme i membri della squadra - Passare più tempo esercitandosi - Minimizzare i legami nella comunicazione - Fissare chiari parametri di prestazione |

### Strategie motivazionali
Aumentare l'identificabilità. Gli studi sulla pigrizia sociale suggeriscono che le persone sono meno produttive quando stanno lavorando con altri, ma gli studi sulla facilitazione sociale hanno mostrato che le persone sono più produttive quando sono presenti altri (almeno con un compito facile). Se gli individui all'interno di un gruppo si conoscono, pensano che la loro produttività o i loro contributi non siano identificabili, allora è probabile che si verifichi la pigrizia sociale. Alternativamente, se gli individui sono anonimi e perciò inidentificabili, allora può anche essere probabile che si verifichi la pigrizia sociale.
Minimizzare il free riding. Il problema del free riding si verifica quando i membri fanno meno della loro quota di lavoro perché altri compenseranno la loro indolenza. Quando altri forniscono le idee, gli individui possono sentirsi meno motivati a lavorare sodo loro stessi. Essi ritengono che i loro contributi siano meno necessari o che abbiano minori probabilità di avere un grande impatto. Per eliminare questi effetti, è importante far sentire ai membri del gruppo che i loro contributi sono essenziali per il successo del gruppo. Inoltre, è meno probabile che qualcuno faccia il free rider se è in un piccolo gruppo.
Promuovere il coinvolgimento. È meno probabile che la pigrizia si verifichi anche quando le persone sono coinvolte nel loro lavoro, e quando gradiscono lavorare con altri nei gruppi. Queste sono persone che apprezzano l'esperienza di essere parte di un gruppo, come pure raggiungere risultati. Inoltre, i compiti impegnativi e difficili riducono pigrizia. La pigrizia sociale si riduce anche quando gli individui sono coinvolti in un lavoro di gruppo e le loro ricompense sono ricevute come gruppo, piuttosto che individualmente.
Rafforzare la coesione della squadra. Anche la misura in cui i membri del gruppo si identificano con esso determina la quantità di pigrizia sociale. Questo concetto si lega con la teoria dell'identità sociale in quanto la differenza tra un gruppo che lavora sodo e uno che sta battendo la fiacca è il corrispondente della differenza tra i compiti del gruppo e le definizioni di sé dei suoi membri. Quando gli individui derivano il loro senso di sé e dell'identità dalla loro appartenenti, la pigrizia sociale è sostituita dallo sforzo sociale (i membri espanderanno lo sforzo extra per il loro gruppo).
Fissare gli obiettivi. I gruppi che fissano obiettivi chiari, stimolanti, hanno prestazioni superiori ai gruppi i cui membri hanno perso di vista i loro obiettivi. Gli obiettivi del gruppo dovrebbero essere relativamente stimolanti, invece di essere realizzati troppo facilmente. I vantaggi di lavorare in gruppo spesso si perdono quando un compito è così facile che può essere realizzato anche quando i membri del gruppo sono socialmente pigri. Perciò, i gruppi dovrebbero assicurarsi di fissare i loro standard alti, ma non così alti che gli obiettivi siano irraggiungibili. Latham e Baldes (1975) valutarono il significato pratico della teoria di fissazione degli obiettivi di Locke conducendo un esperimento con camionisti che trasportavano tronchi dai boschi alla segheria. Quando agli uomini inizialmente si diceva di fare del loro meglio caricando i tronchi, essi portavano solo il 60% circa del peso che potevano trasportare legalmente. Quando gli stessi autisti in seguito furono incoraggiati a raggiungere l'obiettivo di trasportare il 94% del limite legale, essi aumentarono la loro efficienza e soddisfecero questo obiettivo specifico. Perciò, i risultati di questo studio mostrano che la prestazione era migliorata immediatamente dopo l'assegnazione di un obiettivo specifico, stimolante. Le procedure di contabilità dei costi aziendali indicavano che questo stesso aumento della prestazione senza la fissazione degli obiettivi avrebbe richiesto una spesa di un quarto di milone di dollari solo nell'acquisto di camion aggiuntivi. Così questo metodo di fissazione degli obiettivi è estremamente efficace. Altre ricerche hanno trovato che obiettivi chiari possono stimolare numerosi altri processi di accrescimento delle prestazioni, inclusi aumenti dello sforzo, migliore pianificazione, monitoraggio più accurato della qualità del lavoro di gruppo, e perfino un aumentato impegno verso il gruppo.
Valutazione individuale. Al fine di ridurre la pigrizia sociale, un'azienda può sempre focalizzarsi sulla valutazione del contributo di ciascun membri piuttosto che esaminare soltanto le realizzazioni della squadra nel suo, complesso. È statisticamente provato che gli oziosi sociali tenderanno a mettere uno sforzo minore a causa della mancanza di una valutazione esterna o interna dei loro contributi. Questo porta a una minore coscienza di sé nel gruppo, perché la squadra insieme è il solo organismo valutato. (Curt. 2007)

### Incoraggiare i contributi nelle comunità in linea
Piezon e Donaldson sostengono in un'analisi del 2005 che si dovrebbe prestare particolare attenzione alla separazione fisica, all'isolamento sociale e alla distanza temporale associati ai corsi d'istruzione a distanza, che possono indurre la pigrizia sociale. In termini di dimensione del gruppo, essi asseriscono che non vi sia nessun guadagno significativo nei piccoli gruppi più grandi di sei a meno che il gruppo non debba elaborare idee, e che la dimensione ottimale del gruppo possa essere di cinque membri. I suggerimenti rivolti ai gruppi in linea includono chiarire i ruoli e le responsabilità, fornire dati sulle prestazioni per il confronto con altri gruppi, e imporre alti livelli di partecipazione, che consiste nel frequentare gli incontri di gruppo, nell'usare la bacheca di discussione e nel partecipare alle conversazioni.
In un'analisi del 2010 sulle comunità in linea, Kraut e Resnick suggeriscono parecchi modi per strappare contributi agli utenti:
- Chiedere agli utenti semplicemente, o implicitamente attraverso la presentazione selettiva dei compiti o esplicitamente attraverso richieste che giocano sui principi della persuasione
- Cambiare la composizione o l'attività del gruppo
- Usare un sistema di tenuta delle registrazioni per riflettere i contributi dei membri, oltre ad assegnare privilegi o ricompense più tangibili

Un esempio che gli autori studiano è Wikipedia, che gestisce campagne di raccolta fondi che coinvolgono decine di migliaia di persone e raccolgono milioni di dollari impiegando grandi annunci pubblicitari a striscia in cima alla pagina con scadenze, specifici ammontari di denaro fissati come obiettivo e liste dei contributori.

### Riduzioni nei progetti dei gruppi
Nel 2008, Praveen Aggarwal e Connie O'Brien studiarono centinaia di studenti del college valutando quali fattori possono ridurre la pigrizia sociale durante i progetti dei gruppi. Dai risultati, essi conclusero che c'erano tre fattori che riducono la pigrizia sociale.
Limitare l'ambito del progetto. Gli istruttori possono ridurre la pigrizia sociale o dividendo un grosso progetto in due o più componenti più piccole o sostituendo i progetti di lunghezza semestrale con un progetto più piccolo e qualche altro lavoro selezionato. Inoltre, scindere un grosso progetto in componenti più piccole può arrecare benefici.
Dimensione dei gruppi più piccola. Limitare la dimensione dei gruppi può rendere più difficile per gli oziosi sociali nascondersi dietro lo schermo dell'anonimato fornito da un grande gruppo. Nei gruppi più piccoli, ogni membro sentirà che il suo contributo darà un valore maggiore.
Valutazione tra pari. Le valutazioni tra pari mandano un segnale ai membri del gruppo che ci saranno conseguenze per la mancata partecipazione. Si è trovato che quando il numero di valutazioni tra pari durante un progetto sale, l'incidenza della pigrizia sociale scende.